# 伊朗內閣
伊朗內閣（波斯語：دولت ايران）是由伊朗總統帶領、由政府官員、部長及獲總統委任者組成的一個正式機構。進入內閣的成員必須得到議會通過。根據伊朗憲法，伊朗總統有權罷免內閣成員，但必須以書面形式進行罷免，新任命的內閣成員也必須得到議會通過。1989年以前的憲法規定伊朗總理由議會選舉產生，但現行憲法已取消了總理一職。內閣每逢週六都會在德黑蘭舉行會議，如有需要，內閣可召開特別會議。內閣會議由伊朗總統主持。

## 2009年內閣委任
馬哈茂德·艾哈邁迪內賈德在他的第二任總統任期內委任的內閣引起了爭議。他委任埃斯凡迪亞爾·拉希姆·馬沙為第一副總統，但受到一些議會議員及情報部部長戈拉姆-侯賽因·穆赫辛尼-埃傑伊（Gholam-Hossein Mohseni-Eje'i）的反對。馬沙遵從最高領袖的指示請辭，艾哈邁迪內賈德另外委任他為參謀長，並罷免穆赫辛尼-埃傑伊。
2009年7月26日，艾哈邁迪內賈德罷免了4名內閣部長，引起了法律問題。伊朗憲法第134條規定，當一個任期內超過半數內閣成員被罷免後，必須等待議會重新批准才可繼續舉行會議或作出決定。議會副議長隨即宣佈內閣須等待議會批准才可合法舉行會議或作出決定。
21人的內閣候選人名單在2009年8月19日公佈，議會在9月4日表決通過當中18人的委任，另外3人的委任不獲通過，當中包括2名女子。蘇桑·凱沙瓦茨（Sousan Keshavarz）、穆罕默德·阿里阿巴迪（Mohammad Aliabadi）及法蒂瑪·阿賈魯（Fatemeh Ajorlou）分別不獲議會通過為教育部部長、能源部部長及福利與社會安全部部長。瑪芝娜·瓦希德-達斯特傑爾迪（Marzieh Vahid-Dastjerdi）是伊朗伊斯蘭共和國歷來首位獲議會通過的女內閣部長。

## 2011年內閣合併及罷免
2011年5月9日，艾哈邁迪內賈德宣佈石油部將會與能源部合併、工業和礦業部將會與商務部合併，而福利與社會安全部則與勞工與社會事務部合併。5月13日，他罷免了石油部部長馬蘇德·米爾·卡齊米（Masoud Mir Kazemi）、工業和礦業部部長阿里阿克巴爾·梅拉比安（Aliakbar Mehrabian）及薩迪克·馬索里（Sadeq Mahsouli）。艾哈邁迪內賈德在5月15日宣佈他會暫時兼任石油部部長。